# Simon Lavo
Pour l’article ayant un titre homophone, voir Lavaux.
Simon Lavo, parfois orthographié Simon Lavaux, né le 17 février 1755 à Germignonville (Orléanais) et disparu en 1788 à Vanikoro,,, est un médecin français. Il est membre de l'expédition de Lapérouse (1785-1788) et disparaît avec elle. 

## Biographie

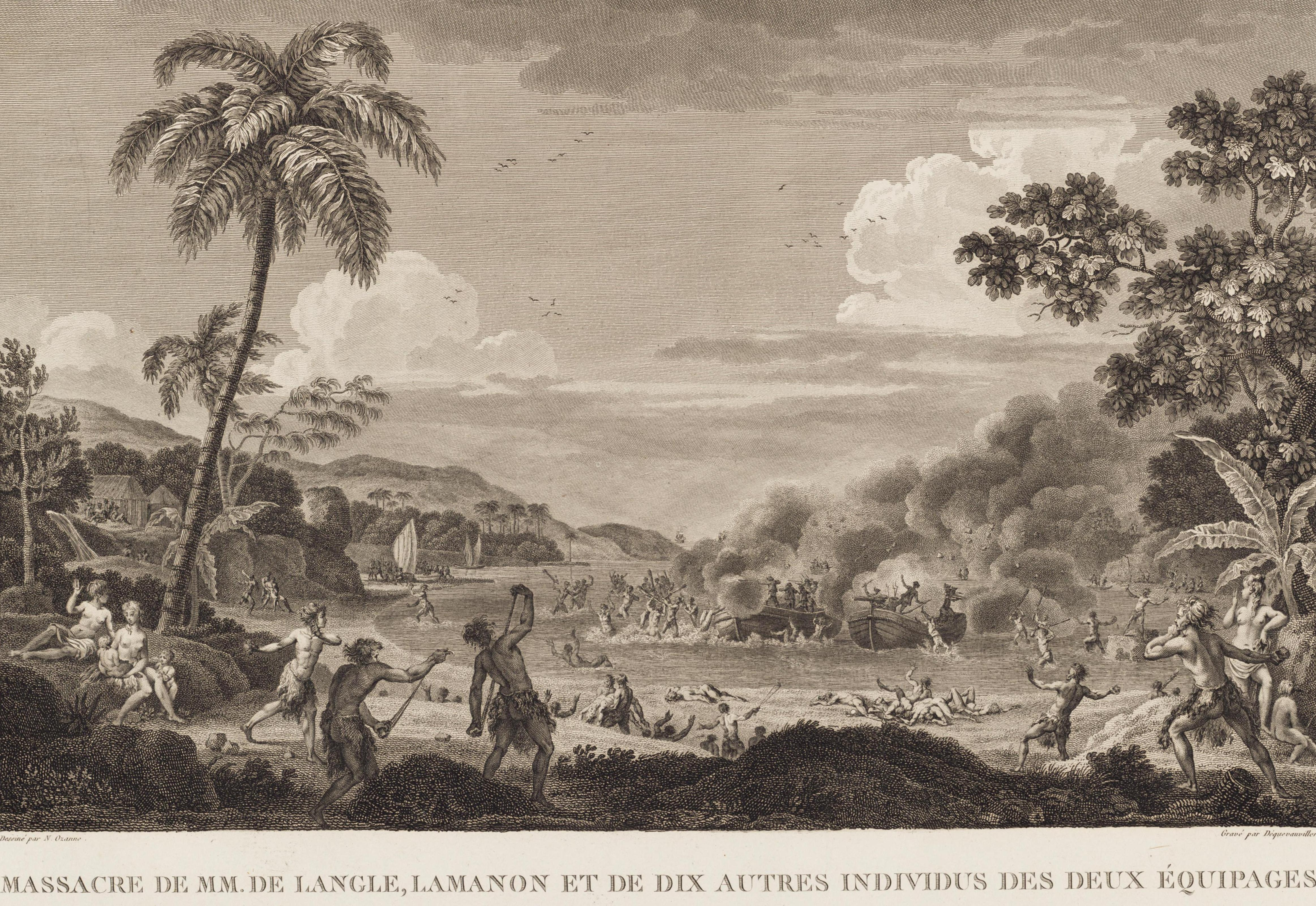
Le drame de Tutuila auquel échappe de justesse Simon Lavo.

Fils de Jacques Lavo (mort en 1782), laboureur et marchand, et de Marie-Catherine Gidouin (v. 1726-1799), Simon Lavo a trois frères et une sœur :
- Jacques (1752-1806), cultivateur à Ymonville, dont un fils : Étienne (né en 1794) et postérité ;
- Jean-François (né en 1758), cultivateur à Germignonville. Il laisse également une descendance ;
- Michel Dominique (né en 1760), compagnon serrurier, on perd sa trace à partir de 1780[5].
- Marie Catherine (1750-1809), épouse de Pierre Bellenoue, cultivateur et bourrelier à Germignonville.

Il est formé à partir de ses quatorze ans à l'art de la chirurgie par Jacques Puech, chirurgien à Chartres.
Simon Lavo devient chirurgien major de la marine, attaché au port de Brest. Il est affecté à l'expédition de Lapérouse, le 1er août 1785, en qualité de chirurgien ordinaire de la Marine. Il est nommé Lavaux sur le rôle des équipages de l'Astrolabe. Il meurt vraisemblablement avec le reste de l'équipage lors du naufrage de La Boussole et l’Astrolabe à Vanikoro en 1788.
Il avait participé à la campagne des Indes aux côtés de Suffren (1781 à 1784), et son rôle dans l'expédition n'est pas mince. De Langle, second de l'expédition, le complimente de la sorte : « Je n'ai pas perdu un homme et n'ai même pas eu un malade ». Hommage de Lapérouse également à ses qualités : « Un précieux talent, une sagacité particulière pour s'exprimer et comprendre les langues étrangères ». Il compose en effet un lexique qui permet à Lapérouse d'établir le contact avec les habitants des îles Kouriles.
Simon Lavo réchappe de justesse au drame de Tutuila, le 11 décembre 1787, en se sauvant à la nage. Blessé à la tête, il doit être cependant trépané. Diminuée, l'expédition continue et accoste en Australie à Botany Bay en janvier 1788. Lapérouse envoie alors son dernier courrier « Dix-huit des vingt blessés que nous avions en partant de Maouna, sont entièrement rétablis ; et M. Lavaux (sic), chirurgien major de L'Astrolabe, qui avait été trépané, ne laisse aucune crainte sur son état ». 
Le 10 mars 1788, la Boussole et l’Astrolabe lèvent l’ancre pour se fracasser quelques semaines plus tard sur les récifs de Vanikoro. On perd ensuite sa trace, comme tous les membres de l'expédition. Il est cependant possible qu'il ait fait partie du groupe de survivants issus de l’Astrolabe qui ont construit un ou plusieurs petits navires sur l'île pour tenter de se sauver vers l’Australie ou les îles de la région. Dans l’archipel de l’Amirauté vit une famille qui se nomme Lavaux et qui se dit, depuis le XIXe siècle, descendante du chirurgien de l’Astrolabe. Cependant, aucune expertise génétique n'a été tentée à ce jour pour vérifier cette hypothétique filiation.